# Ostatni okręt
Ostatni okręt (ang. The Last Ship) – dramatyczny amerykański serial telewizyjny wyprodukowany przez TNT Original Productions. Serial jest adaptacją powieści o tym samym tytule autorstwa Williama Brinkleya. Scenariusz serialu napisali Hank Steinberg i Steve Kane. Serial był emitowany od 22 czerwca 2014 roku do 11 listopada 2018 roku przez stację TNT.
W połowie maja 2018 roku stacja TNT ogłosiła zakończenie serialu po pięciu sezonach.

## Fabuła
Serial opowiada o załodze niszczyciela marynarki wojennej U.S.S. Nathan James, która przeżyła tajemniczą epidemię. Większość populacji ludzkiej nie żyje. Członkowie załogi pod dowództwem komandora Toma Chandlera muszą zmierzyć się z nową rzeczywistością i żyć dalej, podejmując próbę wynalezienia szczepionki, która może uratować ludzkość.

## Obsada
- Eric Dane jako komandor Tom Chandler, dowódca niszczyciela marynarki wojennej[4]
- Rhona Mitra jako Rachel Scott, paelomikrobiolog[5]
- Adam Baldwin jako komandor porucznik Mike Slattery, zastępca dowódcy okrętu[6]
- Charles Parnell jako starszy chorąży marynarki Hugh Jeter[7]
- Christina Elmore jako porucznik marynarki Alisha Granderson[7]
- Travis Van Winkle jako porucznik marynarki Danny Green[7]
- Marissa Neitling jako porucznik marynarki Kara Foster, oficer taktyczny w Centrum Informacji Bojowej[8]
- Kevin Michael Martin jako bosmanmat Eric Miller[7][9]
- Bren Foster jako chorąży marynarki Wolf Taylor[9][10]

## Drugoplanowe role
- Tracy Middendorf jako Darien Chandler, żona komandora
- Jocko Sims jako Carlton Burk, porucznik marynarki wojennej odpowiedzialny za grupę taktyczną[11]
- John Pyper-Ferguson jako Tex, prywatny ochroniarz, który dołączył w Guantanamo
- Andy T. Tran jako porucznik marynarki Andy Chung, inżynier marynarki
- Fay Masterson jako komandor podporucznik Andrea Garnett, główny inżynier Nathan James
- Tommy Savas jako Cossetti
- Michael Curran-Dorsano jako John „Gator” Mejia, nawigator z Nathan James
- Chris Sheffield jako podporucznik marynarki Will Mason, oficer działu łączności
- Ben Cho jako bosmanmat Carl Nishioka
- Jamison Haase jako komandor podporucznik Barker
- Ness Bautista jak mat Cruz
- Paul James jako O’Connor
- Felisha Cooper jako Maya Gibson
- Maximiliano Hernández jako Doc Rios, lekarz Nathan James.
- Alicja Coulthard jako Kelly Tophet, żona Quincy który żyła w niewoli na rosyjskim okręcie. Później zostaje uratowana przez załogę Nathan Jamesa
- Jade Pettyjohn jak Ava Tophet, córka Quincy i Kelly
- Chris Marrs jak Lynn, Nathan James inżynier
- Amen Igbinosun jako bosman Bernie „Bacon” Cowley
- Ravil Isyanov jako admirał Konstantin Nikolajewitsch Ruskov, dowódca rosyjskiego krążownika, który próbuje pozyskać dr Scott i szczepionki z Nathan James
- Olaide Wilson jako Bertrise, uratowana na Jamajce przez załogę niszczyciela, która ma odporność genetyczną na wirusa.
- Grace Kaufman jako Ashley Chandler, córka Toma
- Aidan Sussman jako Sam Chandler, syn Toma
- Paolo Andino jako Raife
- Bill Smitrovich jako Jed Chandler, ojciec Toma Chandlera
- Titus Welliver jako Thorwald, przywódca opozycji wobec samozwańczego pseudorządu prowadzonego przez Amy Granderson
- Alfre Woodard jako Amy Granderson, była wiceprzewodnicząca Rady Bezpieczeństwa Narodowego przy prezydencie USA. Prowadzi nieetyczną politykę m.in. każe podawać toksyczną szczepionkę chorującym ludziom by potem móc palić więcej ich zwłok w kotłowni w celu doraźnego przedłużenia własnych rządów.
- Michaela McManus jako Jackie Makena, porucznik[7]
- Sam Spruell jako Quincy Tophet[7]
- Inbar Lavi jako porucznik marynarki Ravit Bivas[12]
- Mark Moses jako prezydent USA Jeffrey „Jeff” Michener[10]
- Brian F. O’Byrne jako Sean Ramsey[10]
- Nick Court[10]
- Bruce Nozick jako Wilowski, wirusolog, inżynier genetyczny[13]
- Tania Raymonde  jako Domino, hakerka[14]
- Bridget Regan jako Sasha Cooper, agent operacyjny CIA[15]
- Elisabeth Rohm jako Alison Shaw (sezon 3)[16]
- LaMonica Garrett jako Cameron Burk, porucznik, oficer taktyczny(sezon 3)[17]
- Emerson Brooks jako komandor Joseph Meylan (sezon 3)[18]
- Sibylla Deen jako Lucia (sezon 4)[19]

## Odcinki
| Sezon | Sezon | Odcinki | Oryginalna emisja | Oryginalna emisja   | Oryginalna emisja    | Oryginalna emisja   | Oryginalna emisja |
| Sezon | Sezon | Odcinki | Premiera sezonu   | Finał sezonu        | Premiera sezonu      | Finał sezonu        |                   |
| ----- | ----- | ------- | ----------------- | ------------------- | -------------------- | ------------------- | ----------------- |
|       | 1     | 10      | 22 czerwca 2014   | 24 sierpnia 2014    | 11 października 2015 | 8 listopada 2015    |                   |
|       | 2     | 13      | 21 czerwca 2015   | 6 września 2015     | 15 listopada 2015    | 27 grudnia 2015     |                   |
|       | 3     | 13      | 19 czerwca 2016   | 11 września 2016    | 20 czerwca 2016      | 12 września 2016    |                   |
|       | 4     | 10      | 20 sierpnia 2017  | 8 października 2017 | 21 sierpnia 2017     | 9 października 2017 |                   |
|       | 5     | 10      | 9 września 2018   | 11 listopada 2018   | 10 września 2018     | 12 listopada 2018   |                   |

## Produkcja
- 19 lipca 2014 roku, stacja TNT zamówiła 2 sezon[28].
- 11 sierpnia 2015 roku, stacja TNT zamówiła 3 sezon[29]. Z powodu strzelaniny w Nowym Orleanie premiera sezonu trzeciego została przesunięta z 12 czerwca 2016 roku na 19 czerwca 2016 roku[22].
- 1 sierpnia 2016 roku, stacja TNT zamówiła 4 sezon[30].
- 9 września 2016 roku, stacja TNT zamówiła 5 sezon[31].
- W Polsce serial jest emitowany od 11 października 2015 roku przez TNT[32].